# Léon de Lunden
Leon Charles Joseph de Lunden (Anderlecht, 5 mei 1856 - Schaarbeek, 13 januari 1947) was een Belgisch schutter.

## Levensloop
Léon de Lunden maakte deel uit van het adellijk geslacht Lunden.
Hij nam deel aan de Olympische Zomerspelen van 1900 te Parijs. Aldaar bezorgde hij België een gouden Olympische medaille in het onderdeel 'duifschieten', waarbij hij 21 duiven afschoot.